# Nyikolaj Taraszovics Nyikovszkij
Nyikolaj Taraszovics Nyikovszkij (oroszul: Николай Тарасович Никовский; ukránul: Микола Тарасович Ніковський; Jaloszovetka, 1917. december 23. – Kijev, 1997. november 20.) szovjet katonatiszt, ezredes, aki részt vett az 1956-os magyar forradalom leverésében. Hadosztálya volt az első, amelyik elérte és el is foglalta a budapesti hidakat. Ezért a cselekedetéért tüntették ki a Szovjetunió Hőse kitüntetéssel.

## Élete
Nyikolaj Taraszovics Nyikovszkij Jaloszovetkában született 1917. december 23-án (a régi naptár szerint december 10-én), paraszt családban. Autószerelést tanult, s 1938-ig, mint autószerelő dolgozott egy petroosztrovi traktor- és gépállomáson, amikor is bevonult a Munkás-paraszt Vörös Hadseregbe. Ott további – elsődlegesen politikai – tanulmányokat végzett 1941-ig. Részt vett a téli háborúban és a második világháborúban. A Harckocsizó Katonai Akadémián 1945-ben diplomát szerzett.
Az 1950-es években Magyarországon teljesített szolgálatot mint a 2. gépesített hadosztály alárendeltségébe tartozó 87. harckocsigárdaezred parancsnoka, ezredesi rendfokozatban. Szolgálati helye Cegléd volt. 1956. október 24-én ezrede volt az első, amelyik megjelent Budapesten, azzal a céllal, hogy leverjék a magyar felkelést. Rövid időn belül elfoglalt több hidat. Ezredével folyamatosan részt vett az utcai harcokban, s az ellenállás felszámolásában. 
1956. december 18-án kitüntették a Szovjetunió Hőse, valamint a Lenin-rend kitüntetésekkel, s megkapta a 10808. számú arany csillagot. A kitüntetés indoklása szerint kivételes katonai bátorsággal hajtotta végre cselekedeteit. 
Aktív katonai szolgálatát 1966-ban fejezte be, ezután Kijevben élt 1997. november 20-án bekövetkezett haláláig. Kijevben a Lukjanyivkai katonai temetőben temették el.

## Fordítás
- Ez a szócikk részben vagy egészben  a(z)   Никовский, Николай Тарасович című orosz Wikipédia-szócikk fordításán alapul.  Az eredeti cikk szerkesztőit annak laptörténete sorolja fel. Ez a jelzés csupán a megfogalmazás eredetét és a szerzői jogokat jelzi, nem szolgál a cikkben szereplő információk forrásmegjelöléseként.